# Qijianglong
Qijianglong („drak z oblasti Qijiang“) byl středně velký sauropodní dinosaurus, který žil před asi 160 miliony let (svrchní jura). Jeho fosílie byly nalezeny v Číně (provincie S'-čchuan).
Zkameněliny tohoto dinosaura byly poprvé objeveny kolem roku 1990, kdy na ně na svém pozemku náhodně narazil jistý farmář. Roku 2006 pak bylo v průběhu stavebních prací objeveno velké naleziště, které umožnilo odkrýt i zbytek kostry. Dnes známe lebku i větší část postkraniální kostry tohoto velkého dinosaura. Zřejmě šlo o dosud nedospělého jedince, který v době své smrti měřil na délku asi 15 metrů. Byl příbuzný například známějšímu rodu Mamenchisaurus nebo Omeisaurus. Holotyp dnes nese označení QJGPM 1001 a byl odkryt v sedimentech souvrství Suining. Ze stejných vrstev pochází také objev velkého teropoda rodu Yangchuanosaurus.

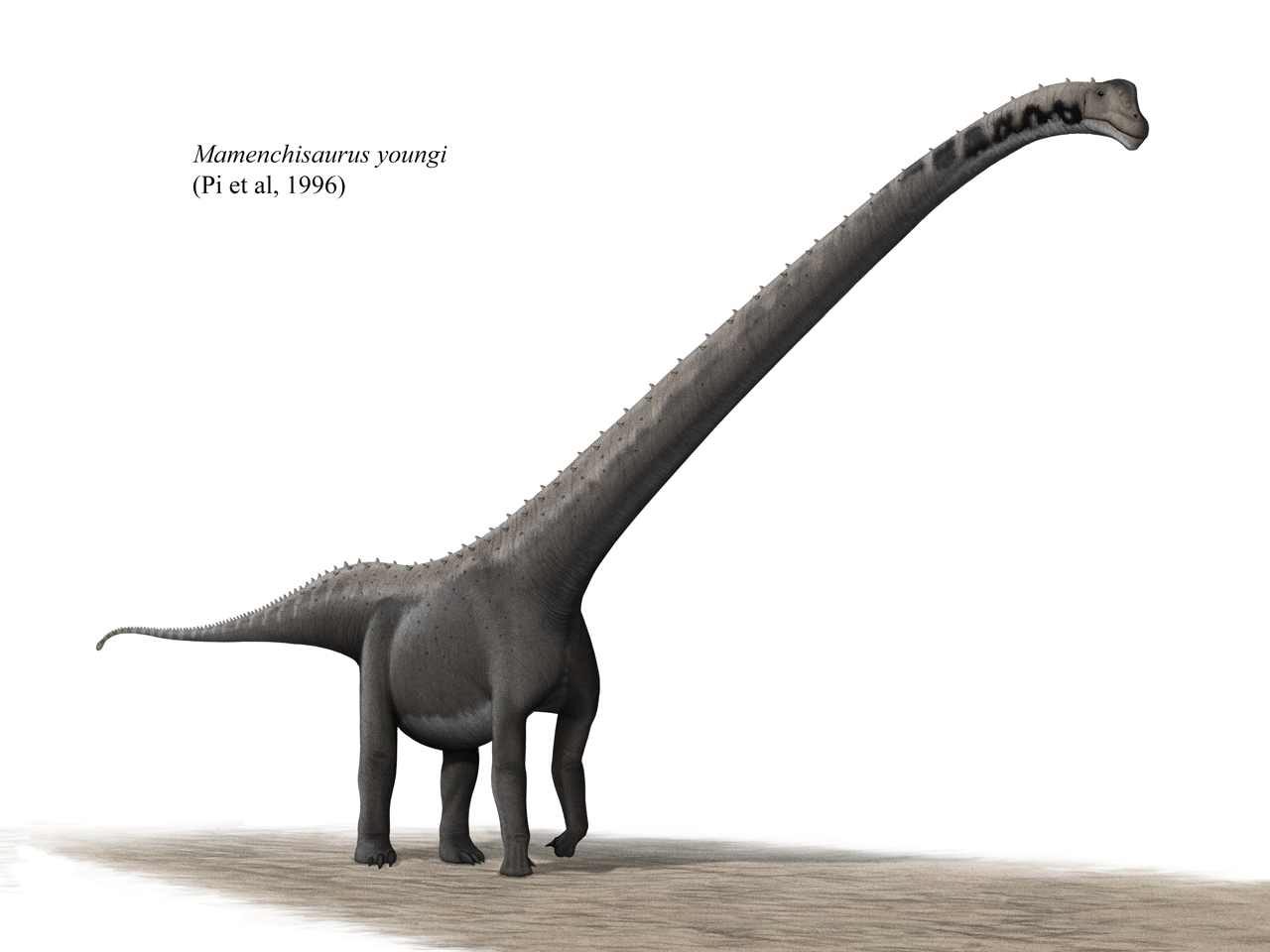
Mamenchisaurus, příbuzný rod sauropoda.